# غي واي
غي واي (بالصينية: 戈伟) (9 سبتمبر 1989 بنانجينغ في الصين - ) هو لاعب كرة قدم صيني في مركز الهجوم. لعب مع جيانغسو سونينغ وJiangxi Lushan F.C. ‏.